# 罗曼·弗拉索夫
罗曼·安德列耶维奇·弗拉索夫（俄语：Рома́н Андре́евич Вла́сов，1990年10月6日—）是一名俄罗斯古典式摔跤运动员，两届奥运会冠军（2012年、2016年）、三届世界冠军（2011年、2015年、2021年）、四届欧洲冠军（2012年、2013年、2018年、2019年）。俄罗斯荣誉体育大师。